# Grangeville (Californie)
Grangeville est une census-designated place du comté de Kings, dans l'État de Californie, aux États-Unis,. En 2020, elle compte une population de 508 habitants.